# Sili Bank
 (février 2011).
Créée le 12 septembre 2001, la Sili Bank (Chinois traditionnel : 实利银行, Chinois simplifié : 实利银行, Shili Yinhang; Hangeul : 실리은행, Silli Ŭnhaeng ; Kanji : 実利银行) est une institution financière basée dans l'hôtel Chilbosan/Qibaoshan (Hanzi / Hanja :七宝山饭店) à Shenyang dans le Liaoning, en Chine. Étroitement liée au gouvernement de la Corée du Nord, son nom "Sili" (實利) signifie "gain" ou "profit" aussi bien en chinois qu'en coréen.
Depuis le 8 octobre 2001, le prestataire webmail  offre un service de relais de courriels depuis et vers la Corée du Nord, où l'accès à l'internet est limité. Avec Chesin.com (Hangeul: 체신 Hanja: 遞信), Sili Bank semble être l'une des deux passerelles de courriels vers la RPDC.
En 2001, le service était initialement limité à ceux qui voulaient échanger des courriels avec des sociétés commerciales ou des organismes gouvernementaux. Au le 10 mai 2003, les frais pour l'envoi d'un courriel à la Corée du Nord de l'étranger était  de 10 centimes d'euros par kilo-octet, pour un maximum de 40 kilooctets et 2 centimes d'euro pour chaque kilo-octet supplémentaire dans chaque courriel de transmission. Le tarif minimum par envoi était fixé à 1 euro. Les clients devaient s'inscrire au préalable auprès du webmestre de la Sili Bank, Li Mingchun (Hanzi:李明春), avec paiement anticipé pour une utilisation d'une période de trois mois.
Sili Bank possèderait un parc de serveurs à Pyongyang et à Shenyang, entre lesquels courriels et transmissions sont échangés une fois tous les 10 minutes contre une fois par heure lors de sa création en 2001.